# Vișina
Vișina es una comuna ubicada en el distrito de Olt, Rumania.

## Superficie
Posee una superficie de 35,0 kilómetros cuadrados.

## Demografía
Hasta 2021 la población era de 2534 habitantes, con una densidad de población de 72,40 habitantes por kilómetro cuadrado.